# Karl Josef Napoleon Balling

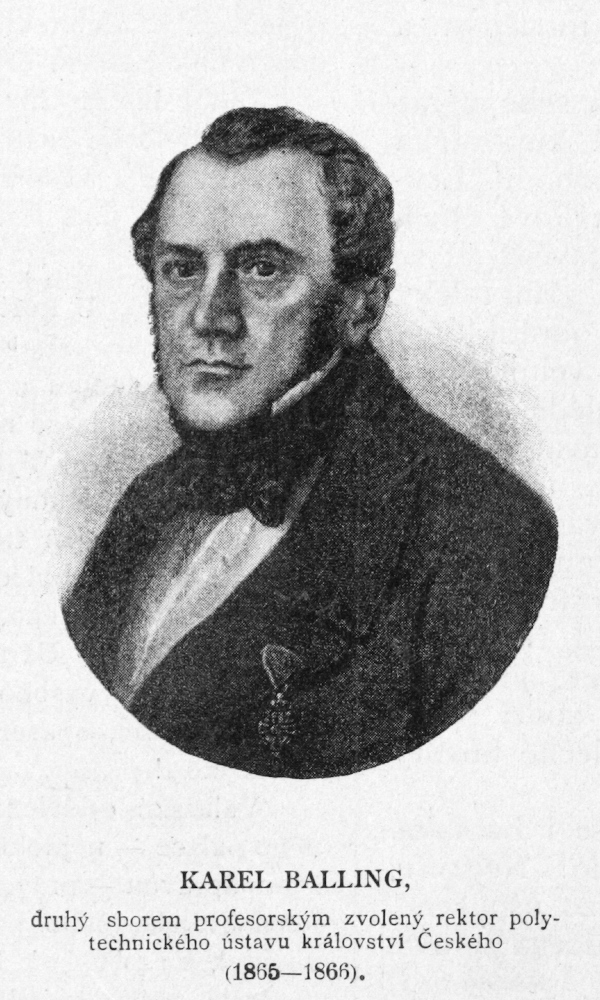
Karl Josef Napoleon Balling.

Karl Josef Napoleon Balling, född 21 april 1805 i Gabrielshütte, Böhmen, död 17 mars 1868, var en österrikisk kemist.
Balling var professor vid Polytechnikum i Prag. Han anses vara grundaren av den vetenskapliga jäsningstekniken.  Han införde även sackarimetern (sockermätaren) vid bryggerier och brännvinsbrännerier och arbetade för jordbrukets främjande.